# Estée Lauder
Josephine Esther Mentzer, cunoscută ulterior ca Estée Lauder, (n. 1 iulie 1906, Corona⁠(d), New York, SUA – d. 24 aprilie 2004, New York City, New York, SUA) a fost o femeie de afaceri americană.
A fost prima femeie magnat din domeniul cosmeticii. În 1998, publicația Time a considerat-o singura femeie dintre cele mai mari personalități din lumea afacerilor din secolul al XX-lea.
Mama ei a fost de origine franco-maghiară, iar tatăl provenea din Cehoslovacia. Își începe cariera încă din tinerețe, ajutându-și unchiul John Schotz, chimist și farmacist din Ungaria, să obțină creme și parfumuri.
În 1946, împreună cu soțul, Joseph Lauter (cu care se căsătorise în 1930 și care ulterior și-a transformat numele în Lauder), a fondat compania de cosmetice Estée Lauder Companies și comercializează numai câteva produse pe care le expune pe stradă sau prin demonstrații gratuite în saloanele de cosmetică. Cifra de afaceri a companiei crește prin lansarea unui ulei de baie numit Youth Dew și care devine popular.
După căderea comunismului, a contribuit cu 5 milioane de dolari la restaurarea Marii Sinagogi din Budapesta, a doua sinagogă din lume (ca mărime) după Sinagoga Emanu-El din New York.
În 2004, președintele George W. Bush îi conferă medalia „The Presidential Medal of Freedom”, cea mai mare decorație civilă a SUA.
Moare la 98 de ani în urma unui stop cardiac.
Unul din fiii săi, Ronald Lauder, este om de afaceri și colecționar de artă.